# Phalera fuscescens
Phalera fuscescens är en fjärilsart som beskrevs av Butler 1881. Phalera fuscescens ingår i släktet Phalera och familjen tandspinnare. Inga underarter finns listade i Catalogue of Life.